# Zonder titel (Piet Dieleman)
Op het Java-eiland in de Nederlandse hoofdstad Amsterdam hangt boven de wandel- en fietsroute een tweedelig titelloos artistiek kunstwerk van Piet Dieleman.

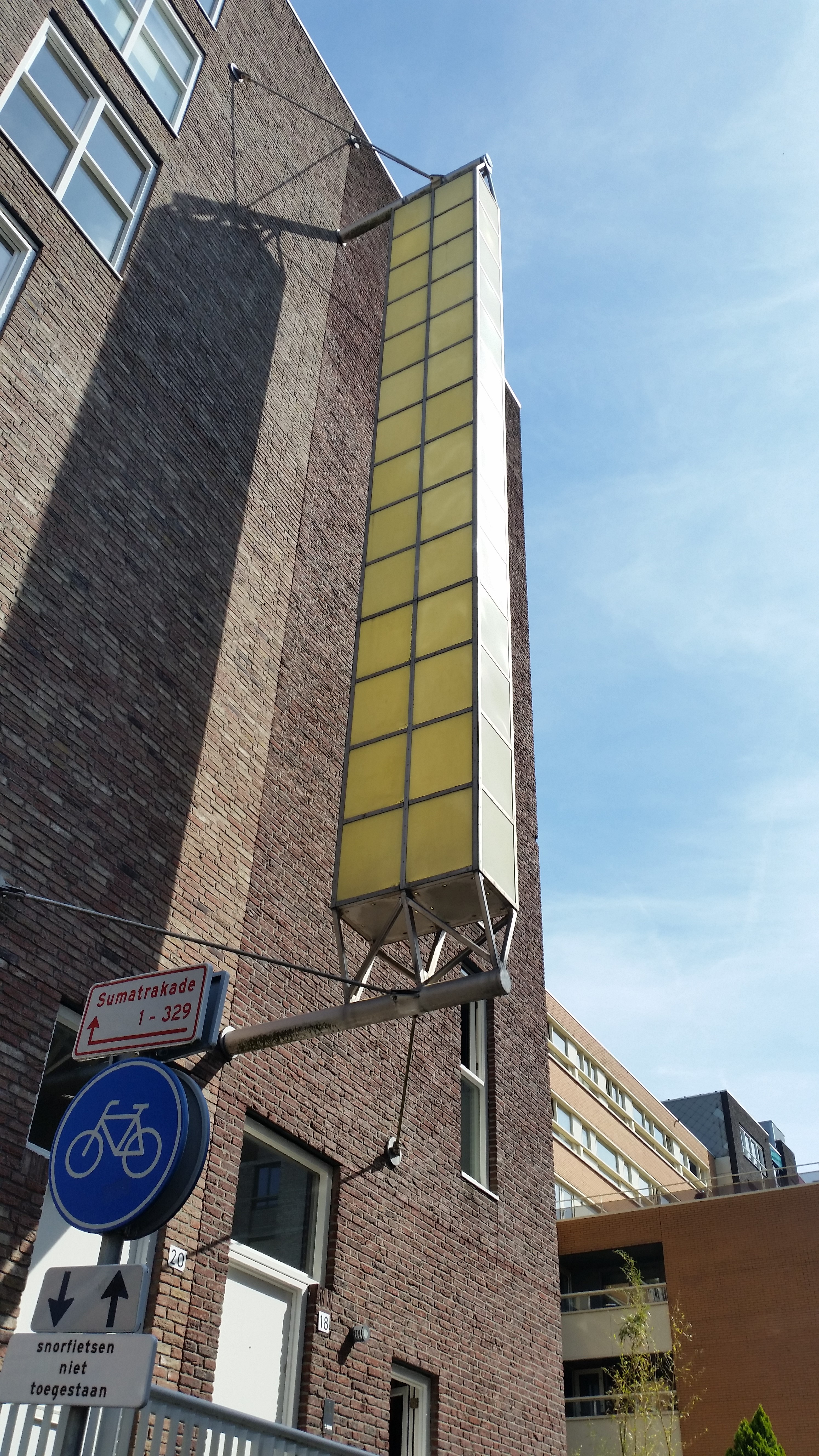
"Geel" (augustus 2019)

Het gaat daarbij om in 2000 geplaatste metalen frames, die als een uithangbord aan gevels hangen. Ze kregen in de volksmond de titel Violet en geel. De roestvast stalen frames zijn opgevuld met kunststof paneeltjes, die aan de binnenzijde beschilderd zijn. Het ene (nabij Lamonggracht ingang Imogirituin) is violet geschilderd; het andere (op de hoek van de Seranggracht en de Bogortuin) is geel. De kunstenaar gaf aan dat het complementaire kleuren zijn; in het kleurenspectrum staan ze tegenover elkaar. Violet is een samengesteld kleur (rood en blauw); geel is een primaire kleur. Bij menging van violet en geel licht ontstaat wit licht. De kunstenaar heeft dat vermeden want de twee frames zijn nauwelijks in een zelfde blik te vangen; er zit een knik in het voet- en fietspad. Staande aan de Majanggracht zijn beide frames wel te zien, maar daarvoor moet de kijker zich omdraaien.
De twee kunstwerken zijn eigenlijk een overblijfsel van twee ingewikkelder frames en een bonte beschildering van de panelen. Dieleman ging echter naar een eenvoudiger en wellicht pakkender uiterlijk. Dieleman speelde voorts met de kleuren. Hij liet het doorgaans stralende geel schilderen in een dekkende verf, waardoor het enigszins dof wordt; terwijl het violet is geschilderd in een transparante verf, hetgeen het violet laat stralen. Daartegenover staat dat het violette paneel kleiner is dan het gele. Bij het voorbijlopen of -fietsen veranderen de opgevulde frames van uiterlijk.